# Henrique IV, Duque da Saxônia
Henrique IV, Eleitor da Saxônia, o Pio (Dresden, 16 de março de 1473 — Dresden, 18 de agosto de 1541), foi irmão e sucessor do Eleitor Jorge da Saxônia.
Foi duque da Saxônia e marquês da Mísnia ou Meissen. Morto o pai, tornou-se governador hereditário da Frísia.

## Casamento e posteridade
Casado em Freiberga em 1512 com Catarina (1487-1561) Duquesa de Mecklemburgo-Schwerin, filha de Magnus II, Duque de Mecklembourg. Casou em segundas núpcias com  Emília da Saxônia (1516-1591); a qual em 1532 tinha-se casado com Jorge (1484-1543) marquês de Brandenburg-Ansbach, já duas vezes viúvo. Teve seis filhos.
- 1 - Sibila da Saxônia (Freiberga 1515-1592, Buxtehude). Casada em 1540, em Dresde, com o ascaniano Francisco I (1515-1581) Duque de Saxe-Lauemburgo.
- 2 - Emília  da Saxônia (Freiberga 1516-1591, Ansbach). Casada em  1533, em Freiberga, com Jorge de Hohenzollern (morto em 1543) marquês de Brandebourg-Ansbach.
- 3 - Sidônia da Saxônia (Mísnia 1518-1575, Weissenfels). Casada em 1545 em Munden, com Érico II (1528-1584) Duque de Brunsvique-Kalenberg.
- 4 - Maurício (Freiberga 1521-1553, Sievershausen), marquês da Mísnia  em 1541, eleitor da Saxônia e Conde Palatino da Saxônia de 1547 a 1553. Duque da Saxônia em 1541 e Príncipe Eleitor da Saxônia em 1547. Casado em Marburg em 1541 com a Princesa Inês(1527-1555), filha de Filipe I de Hesse, tendo dois filhos, dos quais um morreu logo:

(A) Ana da Saxônia (Dresda 1544-1577 Dresda). Casada em  Leipzig em 1561 (divórcio em 1574) com Guilherme I (1533-1584) chamado O Taciturno.
(B) Alberto (1545-1546).
- 5 - Severino da Saxônia (Freiberga1522- Insbruque, 1533).
- 6 - Augusto da Saxônia (Freiberga 1526-1586, Dresda). Caçula do ramo saxônico da Casa de Wettin. Príncipe eleitor da Saxônia  1553 a 1554 e, de 1556 a 1586, Conde Palatino da Saxônia, Marquês da Mísnia, de 1553 a 1586. Príncipe-eleitor da Saxônia em 1553. Casou-se em Torgau, em 1548, com a Princesa Ana da Dinamarca (1532-1585) filha de Cristiano III, Rei da Dinamarca. Tiveram 15 filhos, dos quais 10 morreram cedo. Enviuvando, Augusto de casou de novo, em 1586, com Inês Edviges, filha do Príncipe Joaquim Ernesto. Dele descendem os príncipes-eleitores, os reis da Polônia e os reis da Saxônia, como Frederico Augusto I (1670-1733), que foi Príncipe-Eleitor da Saxônia, de 1694 a 1733 e rei da Polônia com o nome de Augusto II (1697-1733). Descendem de Augusto I também, os Saxe-Weissenfels (1650), os Duques da Saxônia-Merseburgo (1650) e os da Saxônia-Zeitz. Foi sucedido por seu oitavo filho, Cristiano I.